# Närkes runinskrifter 2
Runinskrift Nä 2 är en runristad fingerring av guld som hittades omkring år 1900 på gården Välas marker i Hallsbergs kommun vid plöjningen av en åker. Ringen såldes till Statens historiska museum i Stockholm 1926. Ringen har en yttre diameter på 2.7 cm och väger 9.6 g och bedöms vara tillverkad på 1200-talet. Runinskriften, som saknar skiljetecken, är fördelad på två band, där det ena löper medsols och det andra motsols och motsols användes vänderunor, d.v.s. spegelvända runor. 
Den första som tolkade inskriften var Otto von Friesen. Hans översättning, som dock aldrig publicerades, löd ”Kristus välsignar allt från det man bär mig”. Enligt Sven B.F. Jansson är dock denna tolkning inte övertygande. Enligt honom bör inskriften translitteras
Medsols: ermikberkui
Motsols: blæsarsesa
Vidare anser han att läsordningen är motsols och sedan medsols och hans fullständiga tolkning blir:
blæsarsesa ermikberkui (translitteration)
Blætsa(ð)r se sa ær mik bær ... (normalisering)
”Välsignad må den vara som mig bär ...” (översättning).
Ordet kui är svårtolkat. Von Friesen läste det som kri och tolkade detta som en förkortning för Kristus. Jansson föreslår med starkt förbehåll att det möjligen rör sig om mansnamnet Gyi. Evert Salberger anser istället att det bör tolkas som Guð, ”Gud”.